# Relaciones China-Cuba
Las relaciones China-Cuba se refiere a las relaciones bilaterales entre Cuba y China. Las relaciones cubano-chinas son las relaciones interestatales entre la República Popular China y la República de Cuba, que son ambos estados comunistas. Los orígenes de las relaciones comenzaron cuando la dinastía Qing reconoció la independencia de la República de Cuba (1902-59) de los Estados Unidos en 1902.
Las relaciones se basan en el comercio, los créditos y las inversiones que han aumentado significativamente desde los años noventa. China es el segundo mayor socio comercial de Cuba después de las relaciones entre Cuba y Venezuela. En una reunión ceremonial en La Habana a principios de 2006, el embajador de China en Cuba dijo: "Nuestro gobierno tiene una posición firme para desarrollar la cooperación comercial entre nuestros países. La política, la orientación, se ha determinado. Lo que queda es el trabajo para completar nuestros planes."
Cuba y China son ambas gobernadas por un partido comunista, sin embargo, estuvieron en lados diferentes durante la Guerra Fría, con Cuba siendo un aliado de la Unión Soviética, mientras que China se opuso a ella ya que tenía opiniones diferentes sobre comunismo.
China ha rescatado Cuba con préstamos de miles de millones de dólares, y como resultado tienen acceso a gran parte de su petróleo en el Golfo de México.

## Comercio
El comercio bilateral entre China y Cuba en 2005 sumó US $ 777 millones, de los cuales US $ 560 millones fueron exportaciones chinas a Cuba. China está enviando una cantidad creciente de bienes duraderos a Cuba. Los bienes chinos se han convertido en las herramientas primarias tanto en la planeada revitalización de la infraestructura del transporte en Cuba como en la "Revolución Energética" de 2006 para suministrar electricidad a la población cubana. Algunas transacciones a gran escala incluyen:

### Transporte
A mediados de 2006, Cuba había comprado 100 locomotoras de China por 130 millones de dólares.
A principios de 2006, Cuba había firmado un contrato por 1.000 autobuses chinos para transporte urbano e interprovincial.

### Refrigeradores
El gobierno cubano está reemplazando aparatos viejos por modelos más nuevos y más eficientes, incluyendo (a principios de 2006) 30,000 refrigeradores chinos.

## Inversiones

### Níquel
A partir de 2004, China había acordado planificar la inversión de US $ 500 millones en la finalización y operación de Las Camariocas, una planta de procesamiento inacabada de la era soviética. Bajo el acuerdo, el productor estatal de níquel, el 51 por ciento, y Minmetals Corporation, propiedad del gobierno chino, posee el 49 por ciento. El financiamiento para el proyecto es del Banco de Desarrollo de China, con Sinosure, la Corporación de Seguros de Exportación y Crédito de China, proporcionando garantías.

### Petróleo
SINOPEC, la petrolera estatal china, tiene un acuerdo con la estatal Cupet (Cuba Petroleum) para desarrollar los recursos petroleros. A mediados de 2008, SINOPEC había hecho algunas pruebas sísmicas para los recursos petroleros en la isla de Cuba, pero no había perforación. La compañía también tiene un contrato para la producción conjunta en una de las áreas costa afuera de Cuba del alto rendimiento potencial, de la costa de Pinar del Río, pero no había realizado perforaciones off-shore a mediados de 2008.
En noviembre de 2005, PetroChina Great Wall perforación Co., Ltd. y CUPET celebró una ceremonia para la firma de dos contratos de servicio de perforación, para proporcionar di; La perforación de Great Wall ha proporcionado perforación de perforación para la exploración de petróleo en la costa norte de Cuba.

### Biotecnología
En diciembre de 2005, los dos países firmaron un acuerdo para desarrollar joint ventures biotecnológicas en los próximos tres a cinco años. Dos plantas de fabricación con tecnología y procesos cubanos, operaban en China a principios de 2006.

## Relaciones políticas y militares
A finales de los años 90, China proporcionó al gobierno cubano equipos para bloquear las señales de Radio Martí.
El presidente chino Hu Jintao visitó Cuba en noviembre de 2004.
El personal chino ha estado operando dos estaciones de señales de inteligencia en Cuba desde principios de 1999.

## Otras áreas de cooperación

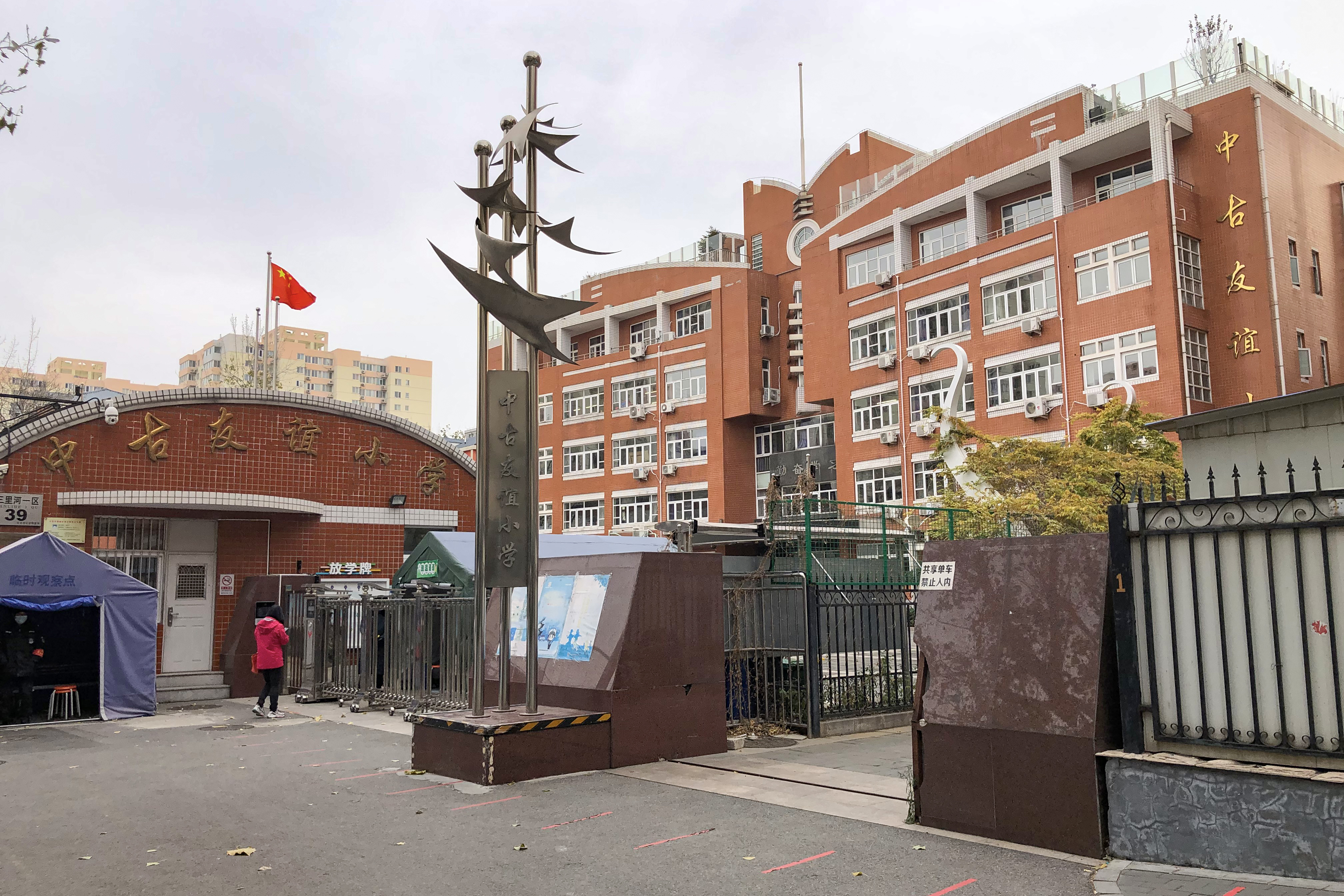
Plantel Sanlihe (三里河校区) de la Escuela Primaria de la Amistad China-Cuba (西城区中古友谊小学)

- Intercambio científico e técnico e innovación en los sectores industrial y agrícola.[17]
- Intercambios culturales[18]
- Intercambios médicos, educativos y formativos[19]
- Infraestructura energética y de transportes

## Lecturas externas
- Jiang Zemin, The Future of Socialism Remains as Bright as Ever, Excerpt from remarks to Fidel Castro (Selected Works, Vol I, p. 327-330)
- Hearn, Adrian H. (2012), China, Global Governance and the Future of Cuba, en: Journal of Current Chinese Affairs, 41, 1, 155-179.
- Hearn, Adrian H. Cuba and China: Lessons and Opportunities for the United States Commissioned report for the CubaInfo Series; El Instituto Cubano de Investigación, Universidad Internacional de Florida, junio de 2009

## Misiones diplomáticas residentes
- China tiene una embajada en La Habana.[20]
- Cuba tiene una embajada en Pekín y consulados-generales en Cantón y Shanghái.[21]